# رییسا ناکا
رییسا ناکا (به ژاپنی: 仲 里依紗، Riisa Naka) (زادهٔ ۱۸ اکتبر ۱۹۸۹) هنرپیشه اهل ژاپن است.
از فیلم‌ها یا برنامه‌های تلویزیونی که وی در آن نقش داشته‌است می‌توان به دختری که در زمان پرش می‌کرد اشاره کرد.